# ARBV Hannover
ARBV Hannover was een Duitse voetbalclub uit Hannover.

## Geschiedenis
De club werd op 2 februari 1898 opgericht door studenten van de universiteit als Akademischer Fußball-Clubs, maar werd nog datzelfde jaar gewijzigd in Akademische BV. Omdat er ook aan roeien gedaan werd veranderd in 1902 de naam in ARBV Hannover. De eerste voorzitter van de club, Otto Hirseland, werd in 1903 ook voorzitter van de pas opgerichte Hannoverse voetbalbond. In het eerste kampioenschap van de bond werd de club kampioen voor rivaal FC Hannover 96 en de club plaatste zich zo voor de eindronde om de Duitse landstitel. Daar kreeg de club een pandoering van Germania Hamburg dat met 11-0 won. Naar verluidt waren de spelers van Hannover de dag ervoor op kroegentocht geweest.
Leden van rugbyclub Eintracht sloten zich aan bij de club en ARBV trok zich terug uit de voetbalcompetitie. Het roeien werd ook belangrijker. Vermoedelijk werd het voetballen in 1906 definitief opgegeven nadat de naam op 6 maart in ARV Hannover gewijzigd werd.
De roeiclub is de voorloper van het nog steeds bestaande Rudergemeinschaft Angaria Hannover, dat dezelfde clubkleuren heeft als ARBV.